# Something
"Something" este un cântec compus de George Harrison. A apărut pe albumul formației The Beatles Abbey Road și ca disc single.
Melodia, care a atins locul 1 în topul Billboard în SUA și a intrat în Top 10 în Marea Britanie, a fost interpretată ulterior de peste 150 cântăreți, printre care Elvis Presley, Shirley Bassey, Frank Sinatra, Tony Bennett, James Brown, Julio Iglesias, The Miracles, Eric Clapton și Joe Cocker, ea fiind a doua cea mai interpretată melodie Beatles, după "Yesterday". Harrison a spus că versiunea sa preferată este acea a lui James Brown.

## Compoziția
În timpul înregistrărilor din 1968 pentru albumulThe Beatles (numit neoficial și Albumul Alb), Harrison a început să compună o melodie ce ulterior a devenit Something. Pe data de 25 februarie 1969, Harrison a înregistrat 3 demo-uri în studioul EMI. A înregistrat câte două versiuni a melodiilor Old Brown Shoe (care a apărut ca față B a single-ului Let It Be) și All Things Must Pass (care a fost melodia-titlu a albumului său omonim solo din 1970). Primul vers al melodiei este o preluare a titlului unui cântec al lui James Taylor, numit Something in the Way She Moves, de pe albumul de debut al acestuia, lansat și el de casa de discuri Apple Records. Versul al doilea, Attracts me like no other lover, („Mă atrage cum nu m-a atras niciodată o altă iubită”) a fost ultimul vers care a fost scris; în timpul înregistrărilor, Harrison cânta când Attracts me like a cauliflower („Mă atrage ca o conopidă”), când Attracts me like a pomegranate.(„Mă atrage ca o rodie”)
Harrison a spus ulterior: „Am avut ceva timp liber când Paul facea niște înregistrări suplimentare, așa că am mers într-un studio care era liber și m-am apucat să compun. Cam asta a fost, dar partea de mijloc mi-a luat mai mult timp până am reușit să o potrivesc bine. Nu a fost inclusă pe Albumul Alb pentru că stabiliserăm deja toate melodiile ce urmau să fie incluse. O versiune demo a melodiei poate fi găsită în colecția Beatles Anthology 3, din 1996.
Mulți au crezut că inspirația pentru melodie a fost Pattie Boyd, soția lui Harrison pe acea vreme. Boyd însăși a scris în autobiografia sa Wonderful Tonight din 2007: „Mi-a spus [...] că o scrisese pentru mine” 
Dar când a fost întrebat dacă a compus melodia pentru Pattie Boyd, Harrison a spus într-un interviu din 1996: „Nu, nu este adevărat [că am compus-o pentru ea]. Pur și simplu am compus-o, și apoi cineva s-a gândit să facă un video. Au pus niște secvențe cu mine și cu Patti, Paul și Linda, Ringo și Maureen, John și Yoko și au făcut un mic video pentru melodie. Așa că toți au crezut că eu o compusesem pentru Pattie, dar de fapt, când am compus-o, mă gândeam la Ray Charles".
Idea inițială fusese să-i dea melodia lui Jackie Lomax, cum făcuse anterior cu melodia Sour Milk Sea. Când ideea nu s-a materializat, melodia i-a fost dată lui Joe Cocker (care avusese succes cu o altă melodie a Beatleșilor, "With a Little Help from My Friends"); versiunea lui a fost lansată cu două luni înainte de cea a Beatleșilor. În timpul înregistrărilor pentru ceea ce în final a devenit albumul Let It Be, Harrison s-a gândit mai întâi să folosească „Something”, dar s-a răzgândit deoarece ce îi era frică că nu va fi înregistrată cu suficientă grijă de ceilalalți membri; experiența anterioară, cu înregistrarea piesei sale Old Brown Shoe, nu fusese una prea plăcută. Doar când au început înregistrările pentru albumul Abbey Road, Beatleșii au început să lucreze serios la „Something”.

## Înregistrările
"Something" a fost înregistrată pentru albumul Abbey Road. Au avut loc 52 de înregistrări, împărțite în două perioade principale, prima perioadă incluzând și o înregistrare de pe data de 25 februarie 1969 (când Harrison a împlinit 26 de ani), urmată de alte 13 înregistrări pe data de 16 aprilie. A doua perioadă principală a început pe data de 2 mai și s-a terminat pe 15 august.
Originalul pe care l-au folosit Beatleșii la înregistrări durează cam 8 minute, având și o parte unde Lennon cântă la pian către sfârșit (parte înregistrată la o dată ulterioară, deoarece nu fusese prezent la începutul înregistrărilor). Partea de mijloc conținea și o scurtă contra-melodie. Atât partea lui Lennon cu pianul cât și contra-melodia au fost scoase din versiunea finală a melodiei. Dar pianul lui Lennon mai poate fi totuși auzit puțin în cele opt măsuri din mijlocul melodiei, în special în partea de conectare spre soloul de chitară a lui  Harrison. Părțile nefolosite ale lui Lennon au format ulterior baza melodiei lui Lennon Remember de pe albumul John Lennon/Plastic Ono Band din 1970.
Videoul pentru "Something" a fost filmat cu puțin înainte ca Beatleșii să se destrame. Dat fiind faptul că existau fricțiuni între ei, filmările au avut loc separat, fiecare fiind filmat umblând în apropierea casei proprii, acompaniat de soție, secvențele fiind ulterior puse laolaltă.

## Structura
Vocalistul principal al melodiei este George Harrison. Melodia are un viteză de aproximativ 66 de bătăi pe minut și este în măsura de patru pătrimi. Melodia începe în cheia Do major și continuă intro-ul și primele două strofe în această cheie, până la puntea de la mijloc (8 măsuri), care este în La major. După aceea, melodia revine în Do major pentru solo-ul de chitară, strofa a treia și outro-ul. Cu toate că Beatleșii au încercat inițial o versiune acustică ceva mai nefinisată, au renunțat la ea împreună cu contra-melodia. Un demo acustic care include și contra-melodia a fost inclus ulterior pe Anthology 3. În versiunea finală, contra-melodia a fost înlocuită cu o porțiune instrumentală, iar melodiei i s-a dat un ton mai gingaș prin introducerea aranjamentului de corzi făcut de George Martin, producătorul Beatleșilor.
Simon Leng a spus că temele melodiei sunt „îndoiala și nesiguranța”. Richie Unterberger de la Allmusic a descris melodia ca fiind „un cântec de dragoste direct și sentimental” pe vremea când majoritatea melodiilor Beatleșilor aveau teme neromantice sau aveau versuri criptice și aluzive chiar și când aveau ca temă dragostea.

## Post-lansare
Melodia „Something” a fost lansată de Beatleși prima dată pe albumul Abbey Road, care a apărut pe piață pe data de 26 septembrie 1969 în Marea Britanie, iar în SUA pe 1 octombrie. Albumul a urcat pe locul 1 în ambele țări.
Pe data de 6 octombrie Something a fost lansat ca disc single cu dublă față A, împreună cu melodia Come Together în SUA, fiind prima compoziție a lui Harrison care a fost față A.
În realitate,  a fost fața A atât ca formă cât și ca catalogizare: apare pe fața cu logoul casei de discuri Apple Records pe care apar totdeauna fețele A, iar în catalogul aceleiași case de discuri este trecută înaintea melodiei „Come Together”. În multe alte țări a fost fața A în mod explicit.
Cu toate că a intrat în topuri la o săptămână de la lansare, era nesigur dacă melodia va ajunge vreodată pe locul 1 în SUA deoarece pe atunci  vânzările și cât de des a fost difuzată la radio se calculau separat pentru fețele A și B.  Deoarece „Come Together” rivaliza „Something” ca popularitate, nu era deloc sigur că una dintre ele va atinge locul 1. Dar pe data de 29 noiembrie, Billboard a început să calculeze performanța cumulată a celor două fețe, ca un disc. Ca urmare, „Come Together”/„Something” a urcat pe locul 1 în topul american, rămânând acolo timp de o săptămână. După 2 luni a ieșit din top (în clasamentul pentru discuri single Cash Box, care a continuat să calculeze fețele A și B separat „Something” a avut locul 2 ca poziție maximă, iar „Come Together” a stat 3 săptămâni pe locul 1). Discul a primit certificarea „Aur” la doar trei săptămâni de la lansare. În 1999 a primt certificarea „Platină”.
În Marea Britanie, „Something” a fost lansat ca single pe 31 octombrie. A fost primul single al Beatleșilor care avea o melodie a lui Harrison ca față A, și era primul single cu melodii care fuseseră inițial pe un album. „Something” a intrat în topuri pe data de 8 noiembrie, a atins locul 4 ca poziție maximă, și a ieșit din clasamente după 3 luni. În Marea Britanie, versiunea lui Shirley Bassey a avut locul 4 ca poziție maximă în topuri.
Cu toate că Harrison nu avea o părere prea bună despre melodie, spunând ulterior că o ținuse în rezervă timp de 6 luni „pentru că mă gândeam a fost prea facil.” atât Lennon și McCartney au spus că melodia este foarte bună. Lennon a spus: „Drept să spun, cred că este cea mai bună melodie de pe album.” Iar McCartney a spus: „Personal cred că este cea mai bună melodie pe care a compus-o.”  Ambii îi cam ignoraseră compozițiile lui Harrison înainte de Something, cântecele lor având prioritate. Lennon a explicat ulterior:
| “ | A existat o perioadă jenantă cînd compozițiile lui George nu erau prea bune și nimeni nu voia să spună nimic. El pur și simplu nu era în aceași ligă o perioadă lungă de vreme- nu zic asta ca să-l umilesc, el pu și simplu nu avea experiența de compozitor pe care noi o aveam. | ” |

### Premii
În 1970, anul în care Beatleșii s-au destrămat, "Something" a fost premiată cu Premiul Ivor Novello pentru Cea mai bună melodie din punct de vedere muzical și liric.
"Something" continuă să fie apreciată și în prezent, situl BBC-ului numind-o a 64-a cea mai bună melodie vreodată. Conform BBC-ului, "Something" dovedește mai clar decât oricare altă melodie că în formație erau trei compozitori mari, nu numai doi. Situl oficial The Beatles spune că "Something" a subliniat ascendența lui George Harrison ca forță de compoziție majoră. În 1999, Broadcast Music Incorporated (BMI) a numit „Something” ca a 17-a cea mai interpretată melodie a secoluli al XX-lea, cu 5 milioane de interpretări.
În 2010, revista Rolling Stone a clasat melodia pe locul 6 pe lista celor mai bune melodii ale formației The Beatles.

## Interpreți
The Beatles
- George Harrison – chitară solo și chitară ritmică, vocalist principal și de fundal
- Paul McCartney – chitară bas, vocalist de fundal
- John Lennon – chitară, pian
- Ringo Starr – tobe

Interpreți secundari
- George Martin – instrumente cu coarde, aranjament muzical
- Billy Preston – orgă Hammond, orgă electronică

## Versiuni ale altor interpreți
Există peste 150 de versiuni ale altor interpreți, "Something" fiind astfel cea de-a doua cea mai interpretată melodie, după "Yesterday". Alți interpreți au ănceput să înregistreze melodia aproape imediat după ce a fost lansată, Lena Horne, de exemplu, înregistrând o versiune  în noiembrie 1969 pentru albumul pe care l-a înregistrat cu chitaristul Gabor Szabo, Lena and Gabor. Alte versiuni sunt cea a lui Elvis Presley (care a inclus-o pe albumul său Aloha from Hawaii), Frank Sinatra, The O'Jays și Ray Charles.
Frank Sinatra a numit "Something"„cea mai bună melodie de dragoste”.

## Interpretare în concert (de către Harrison)
În 1971 Harrison a interpretat această melodie în așa-numitul „Concert pentru Bangladesh” cu Eric Clapton, Ringo și mulți alții. Cu toate că solo-ul de chitară este diferit de cel înregistrat în studio, este totuși și el în cheia Do major, iar versurile sunt aceleași.
În 1991, când George Harrison și Eric Clapton au interpertat "Something" în concert în Japonia și la Londra, a treia strofă se repetă după ce puntea se repetă, dar fără solo-ul de chitară. Această versiune a fost interpretată și în așa-numitul „Concert pentru George”.